# Туловиці (гміна)
Гміна Туловиці (пол. Gmina Tułowice) — місько-сільська гміна у південно-західній Польщі. Належить до Опольського повіту Опольського воєводства.
Станом на 31 грудня 2011 у гміні проживало 5267 осіб.

## Площа
Згідно з даними за 2007 рік площа гміни становила 81.13 км², у тому числі:
- орні землі: 22.00%
- ліси: 70.00%

Таким чином, площа гміни становить 5.11% площі повіту.

## Населення
Станом на 31 грудня 2011:
| Опис     | Загалом | Загалом | Чоловіки | Чоловіки | Жінки | Жінки |
| -------- | ------- | ------- | -------- | -------- | ----- | ----- |
| одиниця  | осіб    | %       | осіб     | %        | осіб  | %     |
| все      | 5267    | 100     | 2542     | 48.26    | 2725  | 51.74 |
| міське   | 0       | 100     | 0        |          | 0     |       |
| сільське | 5267    | 100     | 2542     | 48.26    | 2725  | 51.74 |

## Сусідні гміни
Гміна Туловіце межує з такими гмінами: Домброва, Компрахцице, Корфантув, Ламбіновіце, Немодлін, Прушкув.